# First National Pictures
First National Pictures fue una empresa estadounidense de producción y distribución cinematográfica. Fue fundada en 1917 como First National Exhibitors’ Circuit, Inc., una asociación de propietarios de cines independientes en los Estados Unidos, y se convirtió en la cadena de cines más grandes del país. Al pasar de exhibir películas a distribuirlas, la empresa se reincorporó en 1919 bajo el nombre de Associated First National Theatres, Inc. y Associated First National Pictures, Inc. Su nombre definitivo First National Pictures fue adoptado en 1924. La compañía se convirtió en un importante estudio de la industria del cine. 

## Historia
El First National Exhibitors’ Circuit, Inc. fue fundado en 1917 tras la unión de 26 de las cadenas de cine más grandes e importantes de Estados Unidos. Con el tiempo acabó controlando más de 600 cines, de los cuales más de 200 eran de primera ejecución (a diferencia de los cines menos lucrativos de segunda ejecución o de barrio, a los que se trasladaron las películas cuando disminuyeron sus ingresos iniciales en taquilla).
La empresa fue creación de Thomas L. Tally, que tuvo la idea como reacción a la abrumadora influencia que tenía Paramount Pictures, dominante del mercado. En 1912 pensó que un conglomerado de cines de alrededor del país podría comprar o producir y distribuir sus propios filmes. Así fue como en 1917 Thomas L. Tally, junto a J. D. Williams, creó First National Exhibitors’ Circuit, Inc.
La primera película que estrenó la empresa fue la británica The Mother of Datrmoor, de 1916. Entre 1917 y 1918 la compañía hizo contratos con Mary Pickford y Charles Chaplin, los primeros acuerdos de un millón de dólares de la historia del cine. El contrato de Chaplin le permitió producir sus películas sin un calendario de estrena impuesto. Sin embargo, la producción de la película The Kid se alargó tanto que la empresa empezó a quejarse. Para tranquilizar a la compañía, Chaplin invitó a los principales miembros de la compañía al estudio, que quedaron impresionados por el proyecto y encantados con los actores, especialmente con el coprotagonista Jackie Coogan, razón por la cual aceptaron esperar y ser pacientes con el filme. De hecho The Kid fue un éxito en taquilla y fue aclamada por la crítica. A la distribución de películas de First National Pictures por parte de productores independientes se le atribuye el lanzamiento de carreras como la de Louis B. Mayer.
Con la expansión de la compañía, en 1919 First National Exhibitors’ Circuit se reincorporó como Associated First National Pictures, Inc. y su subsidiaria Associated First National Theatres, Inc., con 5.000 propietarios de teatros independientes como miembros. A principios de la década de los años veinte Paramount intentó adquirir la compañía comprando varias de las firmas de los miembros de la empresa. Su nombre definitivo, First National Pictures, fue adoptado en 1924 tras experimentar un gran crecimiento y pasar de solo distribuir películas a producirlas también. Su constante expansión la convirtió en un importante estudio de la industria del cine con el estudio situado en Burbank desde 1926. 
En 1925, Motion Picture Theatre Ownser of America y la Asociación de Productores Independientes declararon la guerra a lo que llamaron un enemigo común: el “trust cinematográfico” de Metro-Goldwyn-Mayer, Paramount y First National Pictures, que consideraban que dominaban la industria del cine, no solo produciendo y distribuyendo películas, sino también participando en exposiciones.

## Adquisición por Warner Bros.

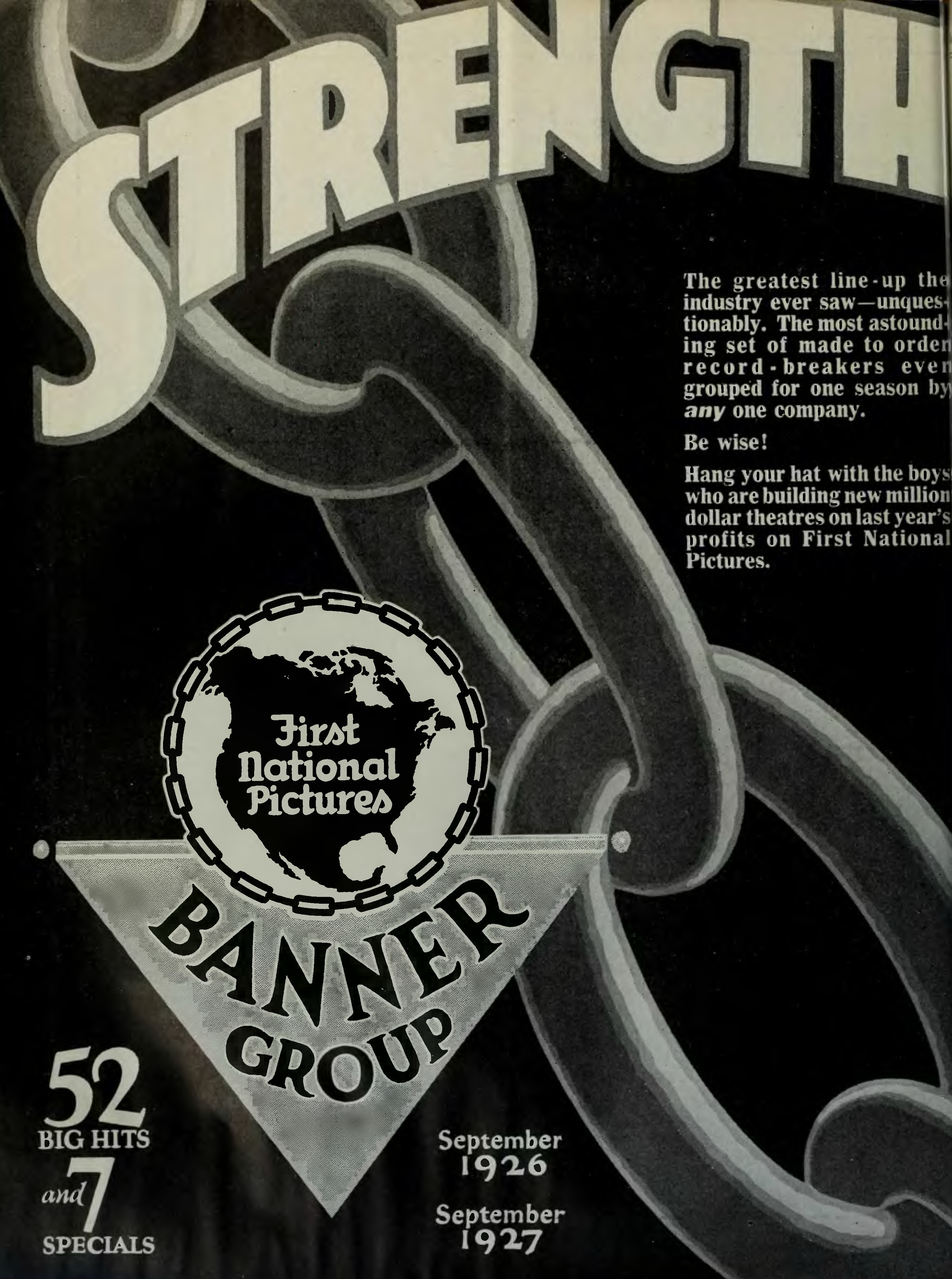
Anuncio de una película de First National Pictures en el número de la revista The Film Daily (enero-junio de 1926)

El éxito y la elevada recaptación conseguida con The Jazz Singer y The Singing Fool permitió a Warner Bros. comprar una participación mayoritaria de First National Pictures en septiembre de 1928. Warner Bros. adquirió acceso a la cadena de cines afiliada a First National Pictures, mientras que esta última accedió a equipos de sonido Vitaphone. Warner Bros. la absorbió definitivamente el 4 de noviembre de 1929 cuando Fox le vendió su participación en First National por 10 millones de dólares. Desde entonces varios largometrajes de Warner Bros. concretamente 86, fueron registrados como First National Pictures.
Ambos estudios produjeron largometrajes de presupuesto “A” y “B”, aunque la mayoría de producciones de prestigio, los dramas de vestuario y musicales fueron realizados por Warner Bros., mientras que First National Pictures se especializó en comedias modernas, damas e historias de crímenes.
En julio de 1936, los accionistas de First National Pictures Inc., principalmente Warner Bros., votaron a favor de disolver la corporación y distribuir sus activos entres los accionistas de acuerdo con una nueva ley tributaria que estipulaba las consolidaciones libres de impuestos entre corporaciones.
De 1929 a 1985 gran parte de las películas y carteles promocionales de Warner Bros. incluyeron los créditos combinados de marca registrada y de derechos de autor tanto en las secuencias de apertura como en las de cierre: “A Warner Bros. – First National Picture”.